# Anthaxia nanula
Anthaxia nanula är en skalbaggsart som beskrevs av Thomas Casey 1884. Anthaxia nanula ingår i släktet Anthaxia och familjen praktbaggar. Inga underarter finns listade i Catalogue of Life.